# WWE-pay-per-viewevenementen 2022
Dit is een kort overzicht van WWE-pay-per-view- en WWE Network-evenementen in 2022 die werden georganiseerd en geproduceerd door de Amerikaanse worstelorganisatie WWE.

## Evenementen
| Evenement             | Datum            | Stad                     | Locatie                      |
| --------------------- | ---------------- | ------------------------ | ---------------------------- |
| WWE Day 1             | 1 januari 2022   | Atlanta, Georgia         | State Farm Arena             |
| Royal Rumble          | 29 januari 2022  | St. Louis, Missouri      | The Dome at America's Center |
| Elimination Chamber   | 19 februari 2022 | Djedda, Saoedi-Arabië    | Jeddah Super Dome (JSD)      |
| WrestleMania 38       | 2 & 3 april 2022 | Arlington, Texas         | AT&T Stadium                 |
| WrestleMania Backlash | 8 mei 2022       | Providence, Rhode Island | Dunkin' Donuts Center        |
| Money in the Bank     | 2 juli 2022      | Paradise, Nevada         | Allegiant Stadium            |
| SummerSlam            | 30 juli 2022     | Nashville, Tennessee     | Nissan Stadium               |
| Survivor Series       | 26 november 2022 | Boston, Massachusetts    | TD Garden                    |